# شهبازخانی
شهبازخانی، روستایی از توابع بخش خشت و کمارج شهرستان کازرون در استان فارس ایران است.

## جمعیت  و تاریخچه
این روستا در دهستان خشت قرار دارد و بر اساس سرشماری مرکز آمار ایران در سال ۱۳۸۵، جمعیت آن ۹۶۷ نفر (۱۷۸خانوار) بوده‌است. خرابه‌ها و باقیمانده‌های ولایت ابوالحسن‌خانی که حدود یکصد سال پیش در جوار این روستا و در کنار رودخانه شاهپور- که از وسط بلوک خشت می‌گذرد-دارای رونق و عمران و آبادی بوده، هم‌اکنون به چشم می‌خورد. قابل ذکر است ولایت شهبازخانی در سال ۱۳۳۵ شمسی به دلیل پیشروی ناشی از طغیان رودخانه و در معرض تهدید قرار گرفتن اهالی و بناهای روستا از سیلاب‌های ویرانگر زمستانی، از محل احداث اولیه خود (کنار رودخانه شاهپور و در جوار قصبه ابوالحسن خانی) به محل کنونی خود (مشرف به اراضی متصل به دامنه کوه و چشمه و چاه‌های آب شیرین)منتقل گردید. آثار و بقایای ابنیه و دیواره‌ها و مخروبه‌های ساختمان‌های گلی و خشتی و قبرستان مردگان شهبازخانی قدیم هم‌اکنون باقی مانده که از آن به"ولات کانو یا خشم کانو"-که مخفف اصطلاح"ولایت کهنه"شهبازخانی می‌باشد یاد می‌شود. واژه"خشم" با فتحه بر روی حرف اول و دوم (خ-ش) و سکون بر روی حرف سوم آن (م) به معنی قریه، قصبه، ولایت آباد دارای خدم و حشم می‌باشد. اراضی و جلگه حاصلخیز شهبازخانی با آب و هوای نیمه معتدل با تلاش و همت مردم زحمتکش و اصیل این روستا، باعث رشد و توسعه نخلستان‌های سرسبز این روستا شده که رطب و خرمای نخل"کبکاب" آن از پرآوازه‌ترین خرماهای مثال زدنی جنوب ایران زبانزد خاص و عام است.